# 硼海镇
硼海镇，是中华人民共和国辽宁省丹东市宽甸满族自治县下辖的一个乡镇级行政单位。

## 行政区划
硼海镇下辖以下地区：
夹皮沟村、上甸子村、下甸子村、挂钟岭村、白石村、大汤石村、小汤石村和三道湾村。